# SAM (Dateiformat)
Sequence Alignment Map (SAM) ist ein textbasiertes Format, das ursprünglich für die Speicherung biologischer Sequenzen entwickelt wurde, die auf eine Referenzsequenz ausgerichtet sind. Es wurde von Heng Li, Bob Handsaker und anderen entwickelt. Es wird oft von einem  BAM index file (BAI) begleitet.
Lesbar sind die Dateien unter anderem mit Samtools Tview, IGV oder Tablet. Das Binary Alignment Map (BAM) ist eine kompriminierte binäre Form. 